# Exochus longicaudis
Exochus longicaudis är en stekelart som beskrevs av Chiu 1962. Exochus longicaudis ingår i släktet Exochus och familjen brokparasitsteklar. Inga underarter finns listade i Catalogue of Life.